# Woiwodschaft Wolhynien (bis 1795)

Wappen

Die Woiwodschaft Wolhynien (Polnisch: województwo wołyńskie, Latein: Palatinatus Volhynensis) war eine Verwaltungseinheit im Königreich Polen-Litauen auf dem Gebiet der heutigen Ukraine.

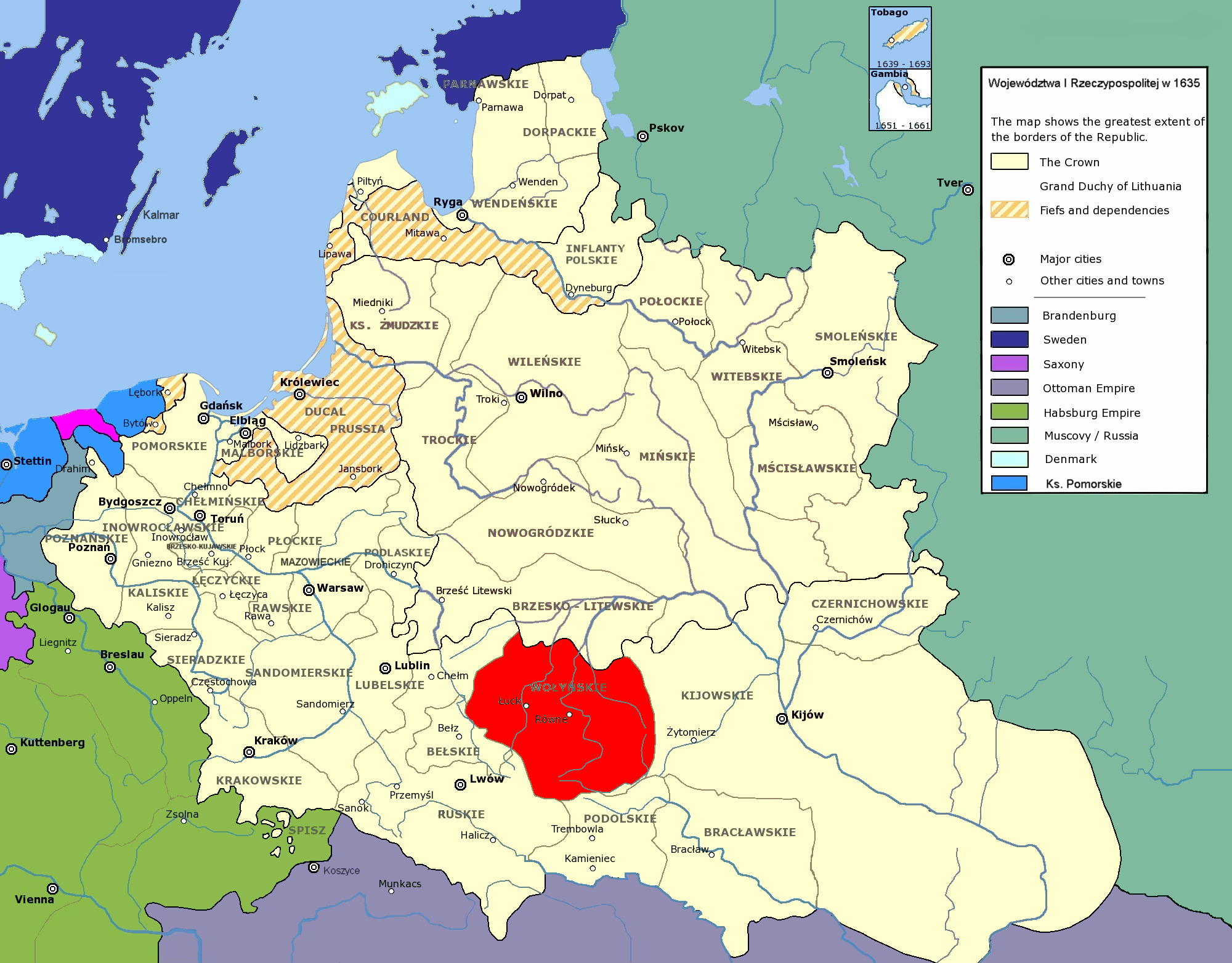
Wolhynien (rot) innerhalb Polen-Litauens

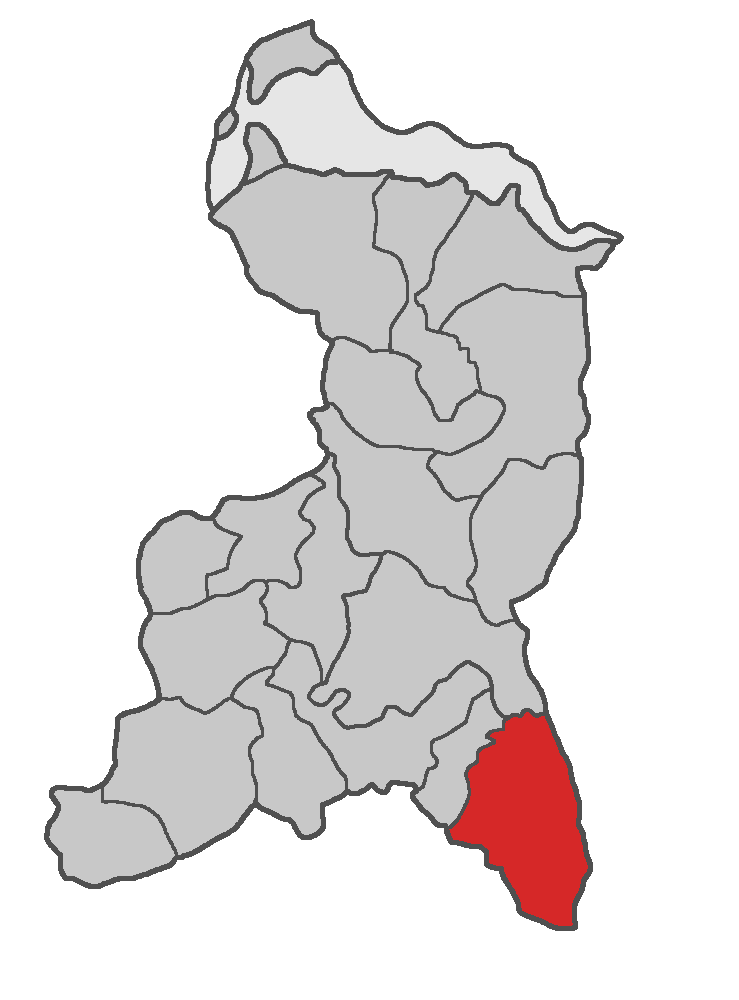
Lagekarte der Woiwodschaft zwischen 1793 und 1795

Hervorgegangen war sie aus einem Vasallenfürstentum, das von Nachkommen des litauischen Großfürsten Gediminas beherrscht worden war. 1566–1569 Teil des Großfürstentums Litauen kam sie im Zuge der Lubliner Union zur polnischen Reichshälfte und war Teil der ruthenischen Länder der Provinz Kleinpolen. Die Woiwodschaft bestand bis zur Dritten Polnischen Teilung 1795, im Zuge der Zweiten Polnischen Teilung 1793 wurde aber ein Großteil der östlich gelegenen Gebiete an Russland abgetreten. Das Gebiet kam dann 1795 gänzlich an das Gouvernement Wolhynien des Russischen Reiches.
Sitz des Woiwoden und des Sejmiks (Ständevertretung) war Łuck (ukr. Luzk). Zugleich wurde auch der Generalsejmik der ruthenischen Länder in Sądowa Wisznia (ukr. Sudowa Wyschnja) beschickt.

## Administrative Einteilung
- Powiat Łuck (Powiat łucki)
- Powiat Włodzimierz (Powiat włodzimirski), Wolodymyr
- Powiat Krzemieniec (Powiat krzemieniecki), Kremenez

## Woiwoden
- Aleksander Fiodorowicz Czartoryski (1566–1571)
- Bohusz Korecki (1572–1576)
- Andrzej Wiśniowiecki (1576–1583)
- Janusz Ostrogski (1585–1593)
- Aleksander Ostrogski (1593–1603)
- Janusz Zasławski (1604–1629)
- Adam Aleksander Sanguszko (1630–1653)
- Mikołaj Jerzy Czartoryski (1657–1661)
- Michał Jerzy Czartoryski (1661–1680)
- Mikołaj Hieronim Sieniawski (1679–1682)
- Jerzy Jan Wandalin Mniszech (1682–1693)
- Jan Stanisław Jabłonowski (1693–1697)
- Jan Franciszek Stadnicki (1697–1713)
- Atanazy Miączyński (1713–1723)
- Stanisław Ledóchowski (1723–1725)
- Michał Potocki (1726–1749)
- Seweryn Józef Rzewuski (1749–1754)
- Franciszek Salezy Potocki (1755–1756)
- Józef Kanty Ossoliński (1757–1775 (zurückgetreten))
- Hieronim Janusz Sanguszko (1775–1795)